# 귀멸의 칼날: 아사쿠사 편
《귀멸의 칼날: 아사쿠사 편》(일본어: 鬼滅の刃 浅草編, 영어: Demon Slayer: Kimetsu no Yaiba Asakusa Arc)는 2021년에 개봉한 일본의 액션, 판타지, 애니메이션 영화이다. 소토자키 하루오이 감독과 각본을 맡았다. 일본은 2021년 9월 12일에 대한민국은 2022년 8월 25일에 개봉되었다.

## 줄거리
귀살대원이 된 탄지로는 소녀가 실종되는 마을로 파견된다. 모습은 찾을수 없지만 냄새로 혈귀가 있음을 알게 되고 새로운 소녀를 납치하려던 혈귀를 찾아내게 되는데...
이 다음으로 탄지로는 아사쿠사로 가게 되고 화려한 도시 속에 골목 한쪽에 우동가게에서 우동을 먹다가 익숙한 냄새를 맡게 되니 그 냄새는 바로 자신의 가족을 죽인 혈귀을 냄새가 같음을 생각하게 되고 키부츠지 무잔을 보게 되지만 그는 인간처럼 아이와 아내가 같이 있었는데 결국 무잔을 놓친 탄지로 앞에 타마요와 유시로가 나타나는데...

## 출연진

### 주연
- 하나에 나츠키 - 카마도 탄지로 목소리 역
- 키토 아카리 - 카마도 네즈코 목소리 역
- 세키 토시히코 - 키부츠지 무잔 목소리 역

### 조연
- 사카모토 마야 - 타마요 목소리 역
- 야마시타 다이키 - 유시로 목소리 역
- 시모노 히로 - 아가츠마 젠이츠 목소리 역
- 마츠오카 요시츠구 - 하사비라 이노스케 목소리 역
- 키무라 료헤이 - 누마노오니 목소리 역
- 후쿠야마 준 - 야하바 목소리 역
- 코마츠 미카코 - 스사마루 목소리 역